# Terebellides strepsibranchis
Terebellides strepsibranchis är en ringmaskart som först beskrevs av Grube 1871.  Terebellides strepsibranchis ingår i släktet Terebellides och familjen Trichobranchidae. Inga underarter finns listade i Catalogue of Life.